# Kafar Inan
Kafar Inan (arab. كفر عنان) – nieistniejąca już arabska wieś, która była położona w Dystrykcie Akki w Mandacie Palestyny. Wieś została wyludniona i zniszczona podczas I wojny izraelsko-arabskiej, po ataku Sił Obronnych Izraela w dniu 30 października 1948 roku.

## Położenie
Kafar Inan leżała na granicy Dolnej Galilei i Górnej Galilei, w odległości 33 km na wschód od miasta Akka. Według danych z 1945 roku do wsi należały ziemie o powierzchni 582,7 ha. We wsi mieszkało wówczas 360 osób.
| własność gruntów | powierzchnia gruntów (hektary) |
| ---------------- | ------------------------------ |
| Arabowie         | 542,4                          |
| Żydzi            | 0                              |
| publiczne        | 40,3                           |
| Razem            | 582,7                          |

| Rodzaj użytkowanych gruntów | hektary |
| --------------------------- | ------- |
| uprawy oliwek               | 114,5   |
| uprawy nawadniane           | 119,5   |
| uprawy zbóż                 | 194     |
| nieużytki                   | 267,1   |
| zabudowane                  | 2,1     |

## Historia
W okresach panowania rzymskiego i bizantyjskiego w miejscu tym istniała żydowska wieś nazywana Kefar Chanaja (lub Kefar Chananja). Było to ważny ośrodek produkujący ceramikę w Galilei. W 1596 roku Kafr Inan była dużą wsią, liczącą 259 mieszkańców, którzy utrzymywali się z upraw pszenicy, jęczmienia, oliwek, winorośli, oraz hodowli kóz i uli. W okresie panowania Brytyjczyków Kafar Inan była małą wsią. We wsi był jeden meczet.

Podczas wojny domowej w Mandacie Palestyny w 1948 roku w rejonie wioski Kafar Inan stacjonowały siły Arabskiej Armii Wyzwoleńczej. Podczas I wojny izraelsko-arabskiej w dniu 28 maja 1948 roku Izraelczycy wkroczyli do wsi, zmuszając większość jej mieszkańców do ucieczki w kierunku Libanu. W październiku 1948 roku Izraelczycy przeprowadzili operację „Hiram”. W dniu 30 października Kafar Inan została ponownie zajęta przez izraelskich żołnierzy. Następnie wieś została wysiedlona, a większość domów wyburzono. Po wojnie część mieszkańców powróciła do swojej wioski, w wyniku czego izraelska armia przeprowadziła w styczniu 1949 roku ponowną operację ich wysiedlenia. Działania te powtórzono jeszcze dwukrotnie w lutym 1949 roku.

## Miejsce obecnie
Tereny wioski Kafar Inan zostały zajęte przez utworzony w 1977 roku moszaw Kefar Chananja. Palestyński historyk Walid Chalidi, tak opisał pozostałości wioski Kafar Inan: „Teren jest pokryty stosami kamieni, które leżą rozrzucone pomiędzy kępami kaktusów i drzew figowych. Na sąsiednim zboczu są pozostałości budynku z kopułą, skąd jest widok na obszar całej wioski. Na sąsiednim wzgórzu na wschodzie jest małe sanktuarium Szejka Abu Hajar Azraq”.